# Liste des stations du métro de Moscou
Pour un article plus général, voir Métro de Moscou.
 (décembre 2024).
Si vous disposez d'ouvrages ou d'articles de référence ou si vous connaissez des sites web de qualité traitant du thème abordé ici, merci de compléter l'article en donnant les références utiles à sa vérifiabilité et en les liant à la section « Notes et références ».

Plan du métro de Moscou en 2023 (prévision)

La liste des stations du métro de Moscou présente les stations des 12 lignes (249 stations au 1er mars 2023) qui composent le métro de Moscou aujourd'hui.
La première ligne du métro de Moscou fut ouverte le 15 mai 1935 et contenait 10 stations. Plus d'une dizaine de nouvelles stations sont prévues dans les prochaines années.

## Stations en service par lignes
| (ligne Sokolnitcheskaïa, en russe : Соко́льническая линия)                                      |                      |                   |           |          |                                                                                         |                |
|                                                                                                | Noms                 | Lieu              | Ouverture | Position | Photo                                                                                   | Correspondance |
|                                                                                                |                      |                   |           |          |                                                                                         |                |
| Boulvar Rokossovskovo russe : Бульва́р Рокоссо́вского anglais : Bulvar Rokossovskogo             | Bogorodskoïe         | 1er août 1990     | - 8 m     |          |                                                                                         |                |
| Tcherkizovskaïa russe : Черки́зовская anglais : Cherkizovskaya                                  | Preobrajenskoïe      | 1er août 1990     | - 9 m     |          |                                                                                         |                |
| Preobrajenskaïa plochtchad russe : Преображе́нская пло́щадь anglais : Preobrazhenskaya Ploshchad | Preobrajenskoïe      | 31 décembre 1965  | - 8 m     |          |                                                                                         |                |
| Sokolniki russe : Соко́льники anglais : Sokolniki                                               | Sokolniki            | 15 mai 1935       | - 9 m     |          | via la station Sokolniki (LBK)                                                          |                |
| Krasnoselskaïa russe : Красносе́льская anglais : Krasnoselskaya                                 | Krasnosselski        | 15 mai 1935       | - 8 m     |          |                                                                                         |                |
| Komsomolskaïa russe : Комсомо́льская anglais : Komsomolskaya                                    | Krasnosselski        | 15 mai 1935       | - 8 m     |          | via la station Komsomolskaïa (L5)                                                       |                |
| Krasnye Vorota russe : Кра́сные воро́та anglais : Krasnye Vorota                                 | Basmanny             | 15 mai 1935       | - 31 m    |          |                                                                                         |                |
| Tchistye proudy russe : Чистые пруды anglais : Chistyye Prudy                                  | Basmanny             | 15 mai 1935       | - 35 m    |          | via la station Tourguenievskaïa via la station Sretenski boulvar                        |                |
| Loubianka russe : Лубя́нка anglais : Lubyanka                                                   | Tverskoï             | 15 mai 1935       | - 33 m    |          | via la station Kouznetski Most                                                          |                |
| Okhotny Riad russe : Охо́тный ряд anglais : Okhotny Ryad                                        | Tverskoï             | 15 mai 1935       | - 15 m    |          | via la station Teatralnaïa via la station Plochtchad Revolioutsii                       |                |
| Biblioteka imeni Lenina russe : Библиоте́ка и́мени Ле́нина anglais : Biblioteka Imeni Lenina      | Tverskoï             | 15 mai 1935       | - 12 m    |          | via la station Arbatskaïa via la station Aleksandrovski sad via la station Borovitskaïa |                |
| Kropotkinskaïa russe : Кропо́ткинская anglais : Kropotkinskaya                                  | Khamovniki           | 15 mai 1935       | - 13 m    |          |                                                                                         |                |
| Park koultoury russe : Парк Культу́ры anglais : Park Kultury                                    | Khamovniki           | 15 mai 1935       | - 11 m    |          | via la station Park koultoury (L5)                                                      |                |
| Frounzenskaïa russe : Фру́нзенская anglais : Frunzenskaya                                       | Khamovniki           | 1er mai 1957      | - 42 m    |          |                                                                                         |                |
| Sportivnaïa russe : Спорти́вная anglais : Sportivnaya                                           | Khamovniki           | 1er mai 1957      | - 42 m    |          |                                                                                         |                |
| Vorobiovy gory russe : Воробьёвы го́ры anglais : Vorobyovy Gory                                 | Gagarinski           | 1er décembre 1959 | + 10 m    |          |                                                                                         |                |
| Ouniversitet russe : Университе́т anglais : Universitet                                         | Ramenki              | 1er décembre 1959 | - 27 m    |          |                                                                                         |                |
| Prospekt Vernadskogo russe : Проспе́кт Верна́дского anglais : Prospekt Vernadskogo               | Prospekt Vernadskogo | 30 décembre 1963  | - 8 m     |          | via la station Prsopect Vernadskogo (LBK)                                               |                |
| Iougo-Zapadnaïa russe : Ю́го-За́падная anglais : Yugo-Zapadnaya                                  | Troparevo-Nikoulino  | 30 décembre 1963  | - 8 m     |          |                                                                                         |                |
| Tropariovo russe : Тропарёво anglais : Troparyovo                                              | Troparevo-Nikoulino  | 8 décembre 2014   | - 12 m    |          |                                                                                         |                |
| Roumiantsevo russe : Румя́нцево anglais : Rumyantsevo                                           | Moskovski            | 18 janvier 2016   | - 12 m    |          |                                                                                         |                |
| Salarievo russe : Сала́рьево anglais : Salaryevo                                                | Moskovski            | 15 février 2016   | - 12 m    |          |                                                                                         |                |
| Filatov Loug russe : Филатов Луг anglais : Filatov Lug                                         | Sossenskoïe          | 20 juin 2019      | 0 m       |          |                                                                                         |                |
| Prokchino russe : Прокшино anglais : Prokshino                                                 | Sossenskoïe          | 20 juin 2019      | 0 m       |          |                                                                                         |                |
| Olkhovaïa russe : Ольховая anglais : Olkhovaya                                                 | Sossenskoïe          | 20 juin 2019      | - 5 m     |          |                                                                                         |                |
| Novomoskovskaïarusse : Новомосковская anglais : Novomoskovskaya                                | Sossenskoïe          | 20 juin 2019      | - 5 m     |          |                                                                                         |                |
| Potapovo russe : Потапово anglais : Potapovo                                                   | Kommunarka           | 5 septembre 2024  | 0 m       |          |                                                                                         |                |

### Ligne 2 Zamoskvoretskaïa
| (ligne Zamoskvoretskaïa, en russe : Замоскворе́цкая линия)                 |                              |                   |           |          |                                                                    |                |
|                                                                           | Noms                         | Lieu              | Ouverture | Position | Photo                                                              | Correspondance |
| Khovrino russe : Ховрино anglais : Khovrino                               | Khovrino                     | 31 décembre 2017  | - 14 m    |          |                                                                    |                |
| Bélomorskaïa russe : Беломорская anglais : Belomorskaya                   | Levoberejny, Khovrino        | 20 décembre 2018  | - 25 m    |          |                                                                    |                |
| Retchnoï Vokzal russe : Речно́й вокза́л anglais : Rechnoy Vokzal            | Levoberejny                  | 31 décembre 1964  | - 6 m     |          |                                                                    |                |
| Vodny stadion russe : Во́дный стадио́н anglais : Vodny Stadion              | Golovinski                   | 31 décembre 1964  | - 6 m     |          |                                                                    |                |
| Voïkovskaïa russe : Во́йковская anglais : Voykovskaya                      | Voïkovski                    | 31 décembre 1964  | - 7 m     |          |                                                                    |                |
| Sokol russe : Со́кол anglais : Sokol                                       | Sokol                        | 11 septembre 1938 | - 10 m    |          |                                                                    |                |
| Aeroport russe : Аэропо́рт anglais : Aeroport                              | Aeroport                     | 11 septembre 1938 | - 10 m    |          |                                                                    |                |
| Dinamo russe : Дина́мо anglais : Dinamo                                    | Aeroport                     | 11 septembre 1938 | - 40 m    |          |                                                                    |                |
| Belorousskaïa russe : Белору́сская anglais : Belorusskaya                  | Begovoï                      | 11 septembre 1938 | - 33 m    |          | via la station Belorousskaïa (L5)                                  |                |
| Maïakovskaïa russe : Маяко́вская anglais : Mayakovskaya                    | Tverskoï                     | 11 septembre 1938 | - 33 m    |          |                                                                    |                |
| Tverskaïa russe : Тверска́я anglais : Tverskaya                            | Tverskoï                     | 20 juillet 1979   | - 42 m    |          | via la station Pouchkinskaïa via la station Tchekhovskaïa          |                |
| Teatralnaïa russe : Театра́льная anglais : Teatralnaya                     | Tverskoï                     | 11 septembre 1938 | - 42 m    |          | via la station Okhotny Riad via la station Plochtchad Revolioutsii |                |
| Novokouznetskaïa russe : Новокузне́цкая anglais : Novokuznetskaya          | Zamoskvoretche               | 20 novembre 1943  | - 38 m    |          | via la station Tretiakovskaïa via la station Tretiakovskaïa        |                |
| Paveletskaïa russe : Павеле́цкая anglais : Paveletskaya                    | Zamoskvoretche               | 20 novembre 1943  | - 34 m    |          | via la station Paveletskaïa (L5)                                   |                |
| Avtozavodskaïa russe : Автозаво́дская anglais : Avtozavodskaya             | Danilovski                   | 1er janvier 1943  | - 11 m    |          |                                                                    |                |
| Tekhnopark russe : Технопа́рк anglais : Tekhnopark                         | Danilovski                   | 28 décembre 2015  | 0 m       |          |                                                                    |                |
| Kolomenskaïa russe : Коло́менская anglais : Kolomenskaya                   | Nagatino-Sadovniki           | 11 août 1969      | - 9 m     |          |                                                                    |                |
| Kachirskaïa russe : Каши́рская anglais : Kashirskaya                       | Moskvoretche-Sabourovo       | 11 août 1969      | - 7 m     |          | dans la même station                                               |                |
| Kantemirovskaïa russe : Кантеми́ровская anglais : Kantemirovskaya          | Tsaritsyno                   | 30 décembre 1984  | - 8 m     |          |                                                                    |                |
| Tsaritsyno russe : Цари́цыно anglais : Tsaritsyno                          | Tsaritsyno                   | 30 décembre 1984  | - 8 m     |          |                                                                    |                |
| Orekhovo russe : Оре́хово anglais : Оре́хово                                | Orekhovo-Borissovo Severnoïe | 30 décembre 1984  | - 9 m     |          |                                                                    |                |
| Domodedovskaïa russe : Домоде́довская anglais : Domodedovskaya             | Orekhovo-Borissovo Severnoïe | 7 septembre 1985  | - 10 m    |          |                                                                    |                |
| Krasnogvardeïskaïa russe : Красногварде́йская anglais : Krasnogvardeyskaya | Ziablikovo                   | 7 septembre 1985  | - 9 m     |          | via la station Ziablikovo                                          |                |
| Alma-Atinskaïa russe : Алма́-Ати́нская anglais : Alma-Atinskaya             | Brateïevo                    | 24 décembre 2012  | - 10 m    |          |                                                                    |                |

### Ligne 3 Arbatsko-Pokrovskaïa
| (ligne Arbatsko-Pokrovskaïa, en russe : Арбатско-Покровская линия)                 |                     |                  |           |          | |                |
|                                                                                    | Noms                | Lieu             | Ouverture | Position | Photo                                                                                                | Correspondance |
| Chtchiolkovskaïa russe : Щёлковская anglais : Shchyolkovskaya                      | Severnoïe Izmaïlovo | 22 juillet 1963  | - 8 m     |          | |                |
| Pervomaïskaïa russe : Первома́йская anglais : Pervomayskaya                         | Izmaïlovo           | 21 octobre 1961  | - 7 m     |          | |                |
| Izmaïlovskaïa russe : Изма́йловская anglais : Izmaylovskaya                         | Izmaïlovo           | 21 octobre 1961  | 0 m       |          | |                |
| Partizanskaïa russe : Партиза́нская anglais : Partizanskaya                         | Izmaïlovo           | 18 janvier 1944  | - 9 m     |          | |                |
| Semenovskaïa russe : Семёновская anglais : ISemyonovskaya                          | Sokolinaïa Gora     | 18 janvier 1944  | - 40 m    |          | |                |
| Elektrozavodskaïa russe : Электрозаво́дская anglais : Elektrozavodskaya             | Sokolinaïa Gora     | 15 mai 1944      | - 32 m    |          | |                |
| Baumanskaïa russe : Ба́уманская anglais : IBaumanskaya                              | Basmanny            | 18 janvier 1944  | - 33 m    |          | |                |
| Kourskaïa russe : Ку́рская anglais : IKurskaya                                      | Basmanny            | 13 mars 1938     | - 31 m    |          | via la station Kourskaïa (L5) via la station Tchkalovskaïa                                           |                |
| Plochtchad Revolioutsii russe : Пло́щадь Револю́ции anglais : IPloshchad Revolyutsii | Tverskoï            | 13 mars 1938     | - 34 m    |          | via la station Okhotny Riad via la station Teatralnaïa                                               |                |
| Arbatskaïa russe : Арба́тская anglais : IArbatskaya                                 | Tverskoï            | 5 avril 1953     | - 41 m    |          | via la station Biblioteka imeni Lenina via la station Aleksandrovski sad via la station Borovitskaïa |                |
| Smolenskaïa russe : Smolenskaya anglais : IArbatskaya                              | Arbat               | 5 avril 1953     | - 50 m    |          | |                |
| Kievskaïa russe : Ки́евская anglais : IKiyevskaya                                   | Arbat               | 5 avril 1953     | - 38 m    |          | via la station Kievskaïa (L4) via la station Kievskaïa (L5)                                          |                |
| Park Pobedy russe : Парк Побе́ды anglais : IPark Pobedy                             | Dorogomilovo        | 6 mai 2003       | - 84 m    |          | dans la même station                                                                                 |                |
| Slavianski boulvar russe : Славя́нский бульва́р anglais : ISlavyansky Bulvar         | Fili-Davydkovo      | 7 septembre 2008 | - 9 m     |          | |                |
| Kountsevskaïa russe : Ку́нцевская anglais : IKuntsevskaya                           | Kountsevo           | 7 janvier 2008   | 0 m       |          | dans la même station                                                                                 |                |
| Molodiojnaïa russe : Молодёжная anglais : IMolodyozhnaya                           | Kountsevo           | 5 juillet 1965   | - 7 m     |          | |                |
| Krylatskoïe russe : Крыла́тское anglais : IKrylatskoye                              | Krylatskoïe         | 31 décembre 1989 | - 9 m     |          | |                |
| Stroguino russe : Строгино́ anglais : IStrogino                                     | Stroguino           | 7 janvier 2008   | - 8 m     |          | |                |
| Miakinino russe : Мяки́нино anglais : IMyakinino                                    | Krasnogorsk         | 26 décembre 2009 | 0 m       |          | |                |
| Volokolamskaïa russe : Волокола́мская anglais : IVolokolamskaya                     | Mitino              | 26 décembre 2009 | - 14 m    |          | |                |
| Mitino russe : Ми́тино anglais : IMitino                                            | Mitino              | 26 décembre 2009 |           |          | |                |
| Piatnitskoïe chosse russe : Пятницкое шоссе anglais : Pyatnitskoye Shosse          | Mitino              | 28 décembre 2012 | - 11 m    |          | |                |

### Ligne 4 Filiovskaïa
| (ligne Filiovskaïa, en russe : Филёвская линия)                             |                |                   |           |          |                                                                  |                |
|                                                                             | Noms           | Lieu              | Ouverture | Position | Photo                                                            | Correspondance |
| Kountsevskaïa russe : Ку́нцевская anglais : Kuntsevskaya                     | Kountsevo      | 31 août 1965      | 0 m       |          | dans la même station                                             |                |
| Pionerskaïa russe : Пионе́рская anglais : Pionerskaya                        | Fili-Davydkovo | 13 octobre 1961   | 0 m       |          |                                                                  |                |
| Filiovski park russe : Филёвский парк anglais : Filyovsky Park              | Filiovski Park | 13 octobre 1961   | 0 m       |          |                                                                  |                |
| Bagrationovskaïa russe : Багратио́новская anglais : Bagrationovskaya         | Filiovski Park | 13 octobre 1961   | 0 m       |          |                                                                  |                |
| Fili russe : Фили́ anglais : Fili                                            | Filiovski Park | 7 novembre 1959   | 0 m       |          |                                                                  |                |
| Koutouzovskaïa russe : Куту́зовская anglais : Kutuzovskaya                   | Dorogomilovo   | 7 novembre 1959   | 0 m       |          |                                                                  |                |
| Stoudentcheskaïa russe : Студе́нческая anglais : Studencheskaya              | Dorogomilovo   | 7 novembre 1958   | 0 m       |          |                                                                  |                |
| Mejdounarodnaïa russe : Междунаро́дная anglais : Mezhdunarodnaya             | Presnenski     | 30 août 2006      | - 25 m    |          |                                                                  |                |
| Vystavotchnaïa russe : Выставочная anglais : Vystavochnaya                  | Presnenski     | 10 septembre 2005 | - 23 m    |          | via la station Delovoï tsentr                                    |                |
| Kievskaïa russe : Ки́евская anglais : Kiyevskaya                             | Dorogomilovo   | 20 mars 1937      | - 9 m     |          | via la station Kievskaïa (L3) via la station Kievskaïa (L5)      |                |
| Smolenskaïa russe : Cмоле́нская anglais : Smolenskaya                        | Arbat          | 15 mai 1935       | - 8 m     |          |                                                                  |                |
| Arbatskaïa russe : Арба́тская anglais : Arbatskaya                           | Arbat          | 15 mai 1935       | - 8 m     |          |                                                                  |                |
| Aleksandrovski sad russe : Алекса́ндровский сад anglais : Aleksandrovsky Sad | Arbat          | 15 mai 1935       | - 7 m     |          | via la station Biblioteka imeni Lenina via la station Arbatskaïa |                |

### Ligne 5 Koltsevaïa
| (ligne Koltsevaïa, en russe : Кольцева́я ли́ния) • Ligne circulaire •       |                |                  |           |          |                                                             |                |
|                                                                           | Noms           | Lieu             | Ouverture | Position | Photo                                                       | Correspondance |
| Kievskaïa russe : Ки́евская anglais : Kiyevskaya                           | Dorogomilovo   | 14 mars 1954     | - 48 m    |          | via la station Kievskaïa (L3) via la station Kievskaïa (L4) |                |
| Krasnopresnenskaïa russe : Краснопре́сненская anglais : Krasnopresnenskaya | Dorogomilovo   | 14 mars 1954     | - 36 m    |          | via la station Barrikadnaïa                                 |                |
| Belorousskaïa russe : Белору́сская anglais : Belorusskaya                  | Tverskoï       | 30 janvier 1952  | - 36 m    |          | via la station Belorousskaïa (L2)                           |                |
| Novoslobodskaïa russe : Новослобо́дская anglais : Novoslobodskaya          | Tverskoï       | 30 janvier 1952  | - 40 m    |          | via la station Mendeleïevskaïa                              |                |
| Prospekt Mira russe : Проспе́кт Ми́ра anglais : Prospekt Mira               | Mechtchanski   | 30 janvier 1952  | - 40 m    |          | via la station Prospekt Mira (L6)                           |                |
| Komsomolskaïa russe : Комсомо́льская anglais : Komsomolskaya               | Mechtchanski   | 30 janvier 1952  | - 37 m    |          | via la station Komsomolskaïa (L1)                           |                |
| Kourskaïa russe : Ку́рская anglais : Kurskaya                              | Basmanny       | 1er janvier 1950 | - 37 m    |          | via la station Kourskaïa (L3) via la station Tchkalovskaïa  |                |
| Taganskaïa russe : Тага́нская anglais : Taganskaya                         | Taganski       | 1er janvier 1950 | - 53 m    |          | via la station Marksistkaïa via la station Taganskaïa (L7)  |                |
| Paveletskaïa russe : Павеле́цкая anglais : Paveletskaya                    | Zamoskvoretche | 1er janvier 1950 | - 40 m    |          | via la station Paveletskaïa (L2)                            |                |
| Dobryninskaïa russe : Добры́нинская anglais : Dobryninskaya                | Zamoskvoretche | 1er janvier 1950 | - 36 m    |          | via la station Serpoukhovskaïa                              |                |
| Oktiabrskaïa russe : Октя́брьская anglais : Oktyabrskaya                   | Iakimanka      | 1er janvier 1950 | - 40 m    |          | via la station Oktiabrskaïa                                 |                |
| Park koultoury russe : Парк культу́ры anglais : Park Kultury               | Khamovniki     | 1er janvier 1950 | - 40 m    |          | via la station Park koultoury (L1)                          |                |

### Ligne 6 Kaloujsko-Rijskaïa
| (ligne Kaloujsko-Rijskaïa, en russe : Калу́жско-Ри́жская ли́ния)             |                      |                   |           |          |                                                                 |                |
|                                                                           | Noms                 | Lieu              | Ouverture | Position | Photo                                                           | Correspondance |
| Medvedkovo russe : Медве́дково anglais : Medvedkovo                        | Severnoïe Medvedkovo | 29 septembre 1978 | - 10 m    |          |                                                                 |                |
| Babouchkinskaïa russe : Ба́бушкинская anglais : Babushkinskaya             | Babouchkinski        | 29 septembre 1978 | - 10 m    |          |                                                                 |                |
| Sviblovo russe : Сви́блово anglais : Sviblovo                              | Sviblovo             | 29 septembre 1978 | - 8 m     |          |                                                                 |                |
| Botanitcheski sad russe : Ботани́ческий anglais : Botanichesky Sad         | Sviblovo             | 29 septembre 1978 | - 7 m     |          |                                                                 |                |
| VDNKh russe : ВДНХ anglais : VDNKh                                        | Alekseïevski         | 1er mai 1958      | - 54 m    |          |                                                                 |                |
| Alekseïevskaïa russe : Алексе́евская anglais : Alekseyevskaya              | Alekseïevski         | 1er mai 1958      | - 51 m    |          |                                                                 |                |
| Rijskaïa russe : Ри́жская anglais : Rizhskaya                              | Alekseïevski         | 1er mai 1958      | - 46 m    |          |                                                                 |                |
| Prospekt Mira russe : Проспе́кт Ми́ра anglais : Prospekt Mira               | Alekseïevski         | 1er mai 1958      | - 50 m    |          | via la station Prospekt Mira (L5)                               |                |
| Soukharevskaïa russe : Су́харевская anglais : Sukharevskaya                | Mechtchanski         | 5 janvier 1972    | - 43 m    |          |                                                                 |                |
| Tourguenievskaïa russe : Турге́невская anglais : Turgenevskaya             | Krasnosselski        | 5 janvier 1972    | - 46 m    |          | via la station Tchistye proudy via la station Sretenski boulvar |                |
| Kitaï-gorod russe : Кита́й-го́род anglais : Kitay-gorod                     | Basmanny             | 3 janvier 1971    | - 29 m    |          | dans la même station                                            |                |
| Tretiakovskaïa russe : Третьяко́вская anglais : Tretyakovskaya             | Zamoskvoretche       | 3 janvier 1971    | - 46 m    |          | dans la même station via la station Novokouznetskaïa            |                |
| Oktiabrskaïa russe : Октя́брьская anglais : Oktyabrskaya                   | Iakimanka            | 13 octobre 1962   | - 50 m    |          | via la station Oktiabrskaïa (L5)                                |                |
| Chabolovskaïa russe : Ша́боловская anglais : Shabolovskaya                 | Donskoï              | 13 octobre 1962   | - 47 m    |          |                                                                 |                |
| Leninski prospekt russe : Ле́нинский проспе́кт anglais : Leninsky Prospekt  | Gagarinski           | 13 octobre 1962   | - 16 m    |          |                                                                 |                |
| Akademitcheskaïa russe : Академи́ческая anglais : Akademicheskaya          | Akademitcheski       | 13 octobre 1962   | - 9 m     |          |                                                                 |                |
| Profsoïouznaïa russe : Профсою́зная anglais : Profsoyuznaya                | Akademitcheski       | 13 octobre 1962   | - 7 m     |          |                                                                 |                |
| Novye Tcheriomouchki russe : Но́вые Черёмушки anglais : Novye Cheryomushki | Tcheriomouchki       | 13 octobre 1962   | - 7 m     |          |                                                                 |                |
| Kaloujskaïa russe : Калу́жская anglais : Kaluzhskaya                       | Tcheriomouchki       | 12 août 1974      | - 7 m     |          |                                                                 |                |
| Beliaïevo russe : Беля́ево anglais : Belyayevo                             | Konkovo              | 12 août 1974      | - 12 m    |          |                                                                 |                |
| Konkovo russe : Конько́во anglais : Konkovo                                | Konkovo              | 6 novembre 1987   | - 8 m     |          |                                                                 |                |
| Tioply Stan russe : Тёплый Стан anglais : Tyoply Stan                     | Konkovo              | 6 novembre 1987   | - 8 m     |          |                                                                 |                |
| Iassenevo russe : Я́сенево anglais : Yasenevo                              | Iassenevo            | 17 janvier 1990   | - 8 m     |          |                                                                 |                |
| Novoïassenevskaïa russe : Новоя́сеневская anglais : Novoyasenevskaya       | Iassenevo            | 17 janvier 1990   | - 7 m     |          | via la station Bittsevski park                                  |                |

### Ligne 7 Tagansko-Krasnopresnenskaïa
| (ligne Tagansko-Krasnopresnenskaïa, en russe : Тага́нско-Краснопре́сненская линия)     |                        |                   |           |          |                                                            |                |
|                                                                                      | Noms                   | Lieu              | Ouverture | Position | Photo                                                      | Correspondance |
| Planernaïa russe : Пла́нерная anglais : Planernaya                                    | Severnoïe Touchino     | 30 décembre 1975  | - 6 m     |          |                                                            |                |
| Skhodnenskaïa russe : Схо́дненская anglais : Skhodnenskaya                            | Severnoïe Touchino     | 30 décembre 1975  | - 6 m     |          |                                                            |                |
| Touchinskaïa russe : Ту́шинская anglais : Tushinskaya                                 | Pokrovskoïe-Strechnevo | 30 décembre 1975  | - 10 m    |          |                                                            |                |
| Spartak russe : Спарта́к anglais : Spartak                                            | Pokrovskoïe-Strechnevo | 27 août 2014      | - 10 m    |          |                                                            |                |
| Chtchoukinskaïa russe : Щу́кинская anglais : Shchukinskaya                            | Chtchoukino            | 30 décembre 1975  | - 13 m    |          |                                                            |                |
| Oktiabrskoïe Pole russe : Октя́брьское по́ле anglais : Oktyabrskoye Pole               | Chtchoukino            | 30 décembre 1975  | - 9 m     |          |                                                            |                |
| Polejaïevskaïa russe : Полежа́евская anglais : Polezhayevskaya                        | Khorochiovski          | 30 décembre 1972  | - 10 m    |          |                                                            |                |
| Begovaïa russe : Бегова́я anglais : Begovaya                                          | Khorochiovski          | 30 décembre 1972  | - 10 m    |          |                                                            |                |
| Oulitsa 1905 goda russe : У́лица 1905 го́да anglais : Ulitsa 1905 Goda                 | Presnenski             | 30 décembre 1972  | - 11 m    |          |                                                            |                |
| Barrikadnaïa russe : Баррика́дная anglais : Barrikadnaya                              | Presnenski             | 30 décembre 1972  | - 30 m    |          | via la station Krasnopresnenskaïa                          |                |
| Pouchkinskaïa russe : Пу́шкинская anglais : Pushkinskaya                              | Tverskoï               | 17 décembre 1975  | - 51 m    |          | via la station Tverskaïa via la station Tchekhovskaïa      |                |
| Kouznetski Most russe : Кузне́цкий Мост anglais : Kuznetsky Most                      | Mechtchanski           | 17 décembre 1975  | - 40 m    |          | via la station Loubianka                                   |                |
| Kitaï-gorod russe : Китай-город anglais : Kitay-gorod                                | Basmanny               | 17 décembre 1975  | - 29 m    |          | dans la même station                                       |                |
| Taganskaïa russe : Тага́нская anglais : Taganskaya                                    | Taganski               | 31 décembre 1966  | - 36 m    |          | via la station Taganskaïa (L5) via la station Marksistkaïa |                |
| Proletarskaïa russe : Пролета́рская anglais : Proletarskaya                           | Taganski               | 31 décembre 1966  | - 9 m     |          | via la station Krestianskaïa zastava                       |                |
| Volgogradski prospekt russe : Волгогра́дский проспе́кт anglais : Volgogradsky Prospekt | Ioujnoportovy          | 31 décembre 1966  | - 8 m     |          |                                                            |                |
| Tekstilchtchiki russe : Волгогра́дский проспе́кт anglais : Volgogradsky Prospekt       | Tekstilchtchiki        | 31 décembre 1966  | - 13 m    |          |                                                            |                |
| Kouzminki russe : Кузьми́нки anglais : Kuzminki                                       | Kouzminki              | 31 décembre 1966  | - 8 m     |          |                                                            |                |
| Riazanski prospekt russe : Ряза́нский проспе́кт anglais : Ryazansky Prospekt           | Riazanski              | 31 décembre 1966  | - 6 m     |          |                                                            |                |
| Vykhino russe : Вы́хино anglais : Vykhino                                             | Vykhino-Joulebino      | 31 décembre 1966  | 0 m       |          |                                                            |                |
| Lermontovski prospekt russe : Ле́рмонтовский проспе́кт anglais : Lermontovsky Prospekt | Vykhino-Joulebino      | 9 novembre 2013   | - 12 m    |          |                                                            |                |
| Joulebino russe : Жуле́бино anglais : Zhulebino                                       | Vykhino-Joulebino      | 9 novembre 2013   | - 15 m    |          |                                                            |                |
| Kotelniki russe : Коте́льники anglais : Kotelniki                                     | Kotelniki              | 21 septembre 2015 | - 15 m    |          |                                                            |                |

### Ligne 8 Kalininsko-Solntsevskaïa
| (ligne Kalininsko-Solntsevskaïa, en russe : Кали́нинско-Со́лнцевская ли́ния) |                 |                  |           |          |                                                               |                |
|                                                                           | Noms            | Lieu             | Ouverture | Position | Photo                                                         | Correspondance |
| Novokossino russe : Новокосино anglais : Novokosino                       | Novokossino     | 30 août 2012     | - 9 m     |          |                                                               |                |
| Novoguireïevo russe : Новогире́ево anglais : Novogireyevo                  | Novoguireïevo   | 30 décembre 1979 | - 9 m     |          |                                                               |                |
| Perovo russe : Новогире́ево anglais : Novogireyevo                         | Perovo          | 30 décembre 1979 | - 9 m     |          |                                                               |                |
| Chosse Entouziastov russe : Шоссе́ Энтузиа́стов anglais : Entuziastov       | Sokolinaïa Gora | 30 décembre 1979 | - 53 m    |          |                                                               |                |
| Aviamotornaïa russe : Авиамоторная anglais : Aviamotornaya                | Lefortovo       | 30 décembre 1979 | - 53 m    |          |                                                               |                |
| Plochtchad Ilitcha russe : Пло́щадь Ильича́ anglais : Ploshchad Ilyicha     | Taganski        | 30 décembre 1979 | - 46 m    |          | via la station Rimskaïa                                       |                |
| Marksistkaïa russe : Маркси́стская anglais : Marksistskaya                 | Taganski        | 30 décembre 1979 | - 60 m    |          | via la station Taganskaïa (L5) via la station Taganskaïa (L7) |                |
| Tretiakovskaïa russe : Третьяко́вская anglais : Tretyakovskaya             | Zamoskvoretche  | 25 janvier 1986  | - 46 m    |          | dans la même station via la station Novokouznetskaïa          |                |

| (ligne Kalininsko-Solntsevskaïa, en russe : Кали́нинско-Со́лнцевская ли́ния) |              |                 |           |          |                               |                |
|                                                                           | Noms         | Lieu            | Ouverture | Position | Photo                         | Correspondance |
| Delovoï tsentr russe : Делово́й це́нтр anglais : Delovoy Tsentr             | Presnenski   | 31 janvier 2014 | - 23 m    |          | via la station Vystavotchnaïa |                |
| Park Pobedy russe : Парк Побе́ды anglais : Park Pobedy                     | Dorogomilovo | 6 mai 2003      | - 84 m    |          | dans la même station          |                |

### Ligne 9 Serpoukhovsko-Timiryazevskaïa
| (ligne Serpoukhovsko-Timiriazevskaïa, en russe : Серпуховско-Тимирязевская линия)             |                          |                  |           |          |                                                                  |                |
|                                                                                               | Noms                     | Lieu             | Ouverture | Position | Photo                                                            | Correspondance |
| Altoufievo russe : Алтуфьево anglais : Altufyevo                                              | Bibirevo                 | 15 juillet 1994  | - 9 m     |          |                                                                  |                |
| Bibirevo russe : Бибирево anglais : Bibirevo                                                  | Bibirevo                 | 31 décembre 1992 | - 10 m    |          |                                                                  |                |
| Otradnoïe russe : Отрадное anglais : Otradnoye                                                | Otradnoïe                | 1er mars 1991    | - 10 m    |          |                                                                  |                |
| Vladykino russe : Владыкино anglais : Vladykino                                               | Otradnoïe                | 1er mars 1991    | - 11 m    |          |                                                                  |                |
| Petrovsko-Razoumovskaïa russe : Петровско-Разумовская anglais : Petrovsko-Razumovskaya        | Timiriazevski            | 1er mars 1991    | - 61 m    |          | dans la même station                                             |                |
| Timiriazevskaïa russe : Петровско-Тимирязевская anglais : Timiryazevskaya                     | Timiriazevski            | 1er mars 1991    | - 64 m    |          |                                                                  |                |
| Dmitrovskaïa russe : Дмитровская anglais : Dmitrovskaya                                       | Boutyrski                | 1er mars 1991    | - 59 m    |          |                                                                  |                |
| Saviolovskaïa russe : Савёловская anglais : Savyolovskaya                                     | Boutyrski                | 31 décembre 1988 | - 52 m    |          |                                                                  |                |
| Mendeleïevskaïa russe : Менделеевская anglais : Mendeleyevskaya                               | Tverskoï                 | 31 décembre 1988 | - 52 m    |          | via la station Novoslobodskaïa                                   |                |
| Tsvetnoï boulvar russe : Цветной бульвар anglais : Tsvetnoy Bulvar                            | Tverskoï                 | 31 décembre 1988 | - 50 m    |          | via la station Troubnaïa                                         |                |
| Tchekhovskaïa russe : Че́ховская anglais : Chekhovskaya                                        | Tverskoï                 | 31 décembre 1987 | - 62 m    |          | via la station Tverskaïa via la station Pouchkinskaïa            |                |
| Borovitskaïa russe : Борови́цкая anglais : Borovitskaya                                        | Arbat                    | 23 janvier 1986  | - 62 m    |          | via la station Biblioteka imeni Lenina via la station Arbatskaïa |                |
| Polianka russe : Поля́нка anglais : Polyanka                                                   | Iakimanka                | 23 janvier 1986  | - 37 m    |          |                                                                  |                |
| Serpoukhovskaïa russe : Серпуховска́я anglais : Serpukhovskaya                                 | Zamoskvoretche           | 8 novembre 1983  | - 43 m    |          | via la station Dobryninskaïa                                     |                |
| Toulskaïa russe : Ту́льская anglais : Serpukhovskaya                                           | Danilovski               | 8 novembre 1983  | - 10 m    |          |                                                                  |                |
| Nagatinskaïa russe : Нага́тинская anglais : Nagatinskaya                                       | Nagorny                  | 8 novembre 1983  | - 14 m    |          |                                                                  |                |
| Nagornaïa russe : Наго́рная anglais : Nagornaya                                                | Nagorny                  | 8 novembre 1983  | - 9 m     |          |                                                                  |                |
| Nakhimovski prospekt russe : Нахи́мовский проспе́кт anglais : Nakhimovsky Prospekt              | Ziouzino                 | 8 novembre 1983  | - 10 m    |          |                                                                  |                |
| Sevastopolskaïa russe : Севасто́польская anglais : Sevastopolskaya                             | Ziouzino                 | 8 novembre 1983  | - 13 m    |          | via la station Kakhovskaïa                                       |                |
| Tchertanovskaïa russe : Черта́новская anglais : Chertanovskaya                                 | Tchertanovo Severnoïe    | 8 novembre 1983  | - 11 m    |          |                                                                  |                |
| Ioujnaïa russe : Ю́жная anglais : Yuzhnaya                                                     | Tchertanovo Severnoïe    | 8 novembre 1983  | - 10 m    |          |                                                                  |                |
| Prajskaïa russe : Пра́жская anglais : Prazhskaya                                               | Tchertanovo Tsentralnoïe | 6 novembre 1985  | - 10 m    |          |                                                                  |                |
| Oulitsa Akademika Iangelia russe : У́лица Акаде́мика Я́нгеля anglais : Ulitsa Akademika Yangelya | Tchertanovo Ioujnoïe     | 31 août 2000     | - 8 m     |          |                                                                  |                |
| Annino russe : А́ннино anglais : Annino                                                        | Tchertanovo Ioujnoïe     | 12 décembre 2001 | - 8 m     |          |                                                                  |                |
| Boulvar Dmitria Donskogo russe : Бульва́р Дми́трия Донско́го anglais : Bulvar Dmitriya Donskogo  | Severnoïe Boutovo        | 26 décembre 2002 | - 10 m    |          | via la station Oulitsa Starokatchalovskaïa                       |                |

### Ligne 10 Lioublinsko-Dmitrovskaïa
| (ligne Lioublinsko-Dmitrovskaïa, en russe : Люблинско-Дмитровская линия)               |                                      |                   |           |          |                                                                |                |
|                                                                                        | Noms                                 | Lieu              | Ouverture | Position | Photo                                                          | Correspondance |
| Seliguerskaïa russe : Селигерская anglais : Seligerskaya                               | Beskoudnikovski                      | 22 mars 2018      | - 20 m    |          |                                                                |                |
| Verkhnie Likhobory russe : Верхние Лихоборы anglais : Verkhniye Likhobory              | Zapadnoïe Degounino, Beskoudnikovski | 22 mars 2018      | - 65 m    |          |                                                                |                |
| Okroujnaïa russe : Окружная anglais : Okruzhnaya                                       | Timiriazevski                        | 22 mars 2018      | - 65 m    |          | via la station Okroujnaïa                                      |                |
| Petrovsko-Razoumovskaïa russe : Петровско-Разумовская anglais : Petrovsko-Razumovskaya | Timiriazevski                        | 16 septembre 2016 | - 61 m    |          | dans la même station                                           |                |
| Fonvizinskaïa russe : Фонви́зинская anglais : Fonvizinskaya                             | Boutyrski                            | 16 septembre 2016 | - 65 m    |          |                                                                |                |
| Boutyrskaïa russe : Бутырская anglais : Butyrskaya                                     | Boutyrski                            | 16 septembre 2016 | - 60 m    |          |                                                                |                |
| Marina Rochtcha russe : Ма́рьина ро́ща anglais : Maryina Roshcha                         | Marina Rochtcha                      | 19 juin 2010      | - 60 m    |          |                                                                |                |
| Dostoïevskaïa russe : Достое́вская anglais : Dostoyevskaya                              | Tverskoï                             | 19 juin 2010      | - 60 m    |          |                                                                |                |
| Troubnaïa russe : Тру́бная anglais : Trubnaya                                           | Mechtchanski                         | 30 août 2007      | - 60 m    |          | via la station Tsvetnoï boulvar                                |                |
| Sretenski boulvar russe : Сре́тенский бульва́р anglais : Sretensky Bulvar                | Krasnosselski                        | 29 décembre 2007  | - 60 m    |          | via la station Tchistye proudy via la station Tourguenievskaïa |                |
| Tchkalovskaïa russe : Чка́ловская anglais : Chkalovskaya                                | Basmanny                             | 28 décembre 1995  | - 51 m    |          | via la station Kourskaïa (L3) via la station Kourskaïa (L5)    |                |
| Rimskaïa russe : Ри́мская anglais : Rimskaya                                            | Taganski                             | 28 décembre 1995  | - 54 m    |          | via la station Plochtchad Ilitcha                              |                |
| Krestianskaïa zastava russe : Крестья́нская заста́ва anglais : Krestyanskaya Zastava     | Taganski                             | 28 décembre 1995  | - 47 m    |          | via la station Proletarskaïa                                   |                |
| Doubrovka russe : Дубро́вка anglais : Dubrovka                                          | Ioujnoportovy                        | 11 décembre 1999  | - 62 m    |          |                                                                |                |
| Kojoukhovskaïa russe : Кожу́ховская anglais : Kozhukhovskaya                            | Ioujnoportovy                        | 28 décembre 1995  | - 12 m    |          |                                                                |                |
| Petchatniki russe : Печа́тники anglais : Pechatniki                                     | Petchatniki                          | 28 décembre 1995  | - 8 m     |          |                                                                |                |
| Voljskaïa russe : Во́лжская anglais : Volzhskaya                                        | Tekstilchtchiki                      | 28 décembre 1995  | - 8 m     |          |                                                                |                |
| Lioublino russe : Люблино́ anglais : Lyublino                                           | Lioublino                            | 25 décembre 1996  | - 8 m     |          |                                                                |                |
| Bratislavskaïa russe : Братисла́вская anglais : Bratislavskaya                          | Marino                               | 25 décembre 1996  | - 8 m     |          |                                                                |                |
| Marino russe : Ма́рьино anglais : Maryino                                               | Marino                               | 25 décembre 1996  | - 8 m     |          |                                                                |                |
| Borissovo russe : Бори́сово anglais : Borisovo                                          | Brateïevo                            | 2 décembre 2011   | - 10 m    |          |                                                                |                |
| Chipilovskaïa russe : Шипи́ловская anglais : Shipilovskaya                              | Ziablikovo                           | 2 décembre 2011   | - 10 m    |          |                                                                |                |
| Ziablikovo russe : Зя́бликово anglais : Zyablikovo                                      | Ziablikovo                           | 2 décembre 2011   | - 15 m    |          | via la station Krasnogvardeïskaïa                              |                |

### Ligne 11A Kakhovskaïa
| (ligne Kakhovskaïa, en russe : Каховская линия)        |                        |              |           |          |                           |                |
|                                                        | Noms                   | Lieu         | Ouverture | Position | Photo                     | Correspondance |
| Kachirskaïa russe : Каши́рская anglais : Kashirskaya    | Moskvoretche-Sabourovo | 11 août 1969 | - 7 m     |          | dans la même station      |                |
| Varchavskaïa russe : Варша́вская anglais : Varshavskaya | Nagorny                | 11 août 1969 | - 9 m     |          |                           |                |
| Kakhovskaïa russe : Кахо́вская anglais : Kakhovskaya    | Ziouzino               | 11 août 1969 | - 8 m     |          | via la station Altoufievo |                |

### Ligne 12 Boutovskaïa
| (ligne Boutovskaïa, en russe : Бутовская линия)                                                |                   |                  |           |          |                                         |                |
|                                                                                                | Noms              | Lieu             | Ouverture | Position | Photo                                   | Correspondance |
| Bittsevski park russe : Битцевский парк anglais : Bittsevsky Park                              | Iassenevo         | 27 février 2014  | - 10 m    |          | via la station Novoïassenevskaïa        |                |
| Lessoparkovaïa russe : Лесопарковая anglais : Lesoparkovaya                                    | Severnoïe Boutovo | 27 février 2014  | - 10 m    |          |                                         |                |
| Oulitsa Starokatchalovskaïa russe : Улица Старокачаловская anglais : Ulitsa Starokachalovskaya | Severnoïe Boutovo | 27 décembre 2003 | - 10 m    |          | via la station Boulvar Dmitria Donskogo |                |
| Oulitsa Skobelevskaïa russe : Улица Скобелевская anglais : Ulitsa Skobelevskaya                | Ioujnoïe Boutovo  | 27 décembre 2003 | + 10 m    |          |                                         |                |
| Boulvar Admirala Ouchakova russe : Бульвар Адмирала Ушакова anglais : Bulvar Admirala Ushakova | Ioujnoïe Boutovo  | 27 décembre 2003 | + 10 m    |          |                                         |                |
| Oulitsa Gortchakova russe : Улица Горчакова anglais : Ulitsa Gorchakova                        | Ioujnoïe Boutovo  | 27 décembre 2003 | + 10 m    |          |                                         |                |
| Bouninskaïa alleïa russe : Бунинская аллея anglais : Buninskaya Alleya                         | Ioujnoïe Boutovo  | 27 décembre 2003 | + 10 m    |          |                                         |                |

### Ligne 13 Monorail de Moscou
| (Monorail de Moscou, en russe : Московский монорельс) |                   |                  |            |                     |
|                                                       | Noms des stations | Date d'ouverture | Ancien nom | Photos des stations |
| Timiriazevskaïa                                       | 20 novembre 2004  | Non              |            |                     |
| Oulitsa Milachenkova                                  | 20 novembre 2004  | Non              |            |                     |
| Teletsentr                                            | 20 novembre 2004  | Non              |            |                     |
| Oulitsa Akademika Koroliova                           | 20 novembre 2004  | Non              |            |                     |
| Vystavotchny tsentr                                   | 20 novembre 2004  | Non              |            |                     |
| Oulitsa Sergeïa Eisensteina                           | 20 novembre 2004  | Non              |            |                     |

## Stations inachevées ou fermées
| Stations inachevées ou fermées |                  |                 |           |          |       |       |
|                                | Noms             | Ouverture       | Fermeture | Position | Photo | Ligne |
| Sovietskaïa                    | jamais ouverte   |                 |           |          | 02    |       |
| Pervomaïskaïa (fermée)         | 24 décembre 1954 | 21 octobre 1961 | 0 m       |          | 03    |       |
| Kaloujskaïa                    | 14 avril 1964    | 1974            |           |          | 06    |       |

Pour des raisons techniques, il est temporairement impossible d'afficher le graphique qui aurait dû être présenté ici.